# LSAMP
LSAMP (англ. Limbic system-associated membrane protein) – білок, який кодується однойменним геном, розташованим у людей на 3-й хромосомі. Довжина поліпептидного ланцюга білка становить 338 амінокислот, а молекулярна маса — 37 393.
| 10         |  | 20         |  | 30         |  | 40         |  | 50         |
| ---------- |  | ---------- |  | ---------- |  | ---------- |  | ---------- |
| MVRRVQPDRK |  | QLPLVLLRLL |  | CLLPTGLPVR |  | SVDFNRGTDN |  | ITVRQGDTAI |
| LRCVVEDKNS |  | KVAWLNRSGI |  | IFAGHDKWSL |  | DPRVELEKRH |  | SLEYSLRIQK |
| VDVYDEGSYT |  | CSVQTQHEPK |  | TSQVYLIVQV |  | PPKISNISSD |  | VTVNEGSNVT |
| LVCMANGRPE |  | PVITWRHLTP |  | TGREFEGEEE |  | YLEILGITRE |  | QSGKYECKAA |
| NEVSSADVKQ |  | VKVTVNYPPT |  | ITESKSNEAT |  | TGRQASLKCE |  | ASAVPAPDFE |
| WYRDDTRINS |  | ANGLEIKSTE |  | GQSSLTVTNV |  | TEEHYGNYTC |  | VAANKLGVTN |
| ASLVLFRPGS |  | VRGINGSISL |  | AVPLWLLAAS |  | LLCLLSKC   |  |            |

A: Аланін

C: Цистеїн

D: Аспарагінова кислота

E: Глутамінова кислота

F: Фенілаланін

G: Гліцин

H: Гістидин

I: Ізолейцин

K: Лізин

L: Лейцин

M: Метіонін

N: Аспарагін

P: Пролін

Q: Глутамін

R: Аргінін

S: Серин

T: Треонін

V: Валін

W: Триптофан

Кодований геном білок за функцією належить до фосфопротеїнів. 
Задіяний у такому біологічному процесі, як клітинна адгезія. 
Локалізований у клітинній мембрані, мембрані.